# إيمي ليفي
إيمي ليفي (بالإنجليزية: Amy Levy)‏ (10 نوفمبر 1861، لندن في المملكة المتحدة - 10 سبتمبر 1889، لندن في المملكة المتحدة)؛ شاعرة، كاتِبة وروائية بريطانية.